# 双探
《双探》是一部由段奕宏、大鹏主演的犯罪悬疑网络剧，由企鵝影視、北京趣酷影视传媒有限公司出品，无锡趣酷从云影视传媒有限公司、耀莱影视文化传媒有限公司联合承制。本片于2021年9月9日起在腾讯视频播出。

## 剧情简介
```
  本故事根据真实案件改编。京城刑警李慧炎（段奕宏 饰）因一起绑架案，来到东北小城双塔，机缘巧合下，与前来寻找父亲被杀真相的入殓师周游（大鹏 饰）相识。二人意外卷入一宗横跨三十年的恩怨纠葛。夜幕收起，白日笼罩。在一座矗立北方的冻土之城，十二个日夜，向观众揭示一个关于人性的秘密。“双探”于冰冻之寒下的人性涅槃重生……
```